# Bénac (Hautes-Pyrénées)
Pour les articles homonymes, voir Bénac.
Bénac est une commune française située dans le centre du département des Hautes-Pyrénées, en région Occitanie. Sur le plan historique et culturel, la commune est dans l’ancien comté de Bigorre, comté historique des Pyrénées françaises et de Gascogne.
Exposée à un climat océanique altéré, elle est drainée par l'Échez, l'Aube et par divers autres petits cours d'eau. La commune possède un patrimoine naturel remarquable composé de trois zones naturelles d'intérêt écologique, faunistique et floristique.
Bénac est une commune rurale qui compte 530 habitants en 2022. Elle est dans l'agglomération de Juillan et fait partie de l'aire d'attraction de Tarbes. Ses habitants sont appelés les Bénacais ou  Bénacaises.

## Géographie

### Localisation
La commune de Bénac se trouve dans le département des Hautes-Pyrénées, en région Occitanie.
Elle se situe à 9 km à vol d'oiseau de Tarbes, préfecture du département, et à 5 km d'Ossun, bureau centralisateur du canton d'Ossun dont dépend la commune depuis 2015 pour les élections départementales.
La commune fait en outre partie du bassin de vie de Tarbes.
Les communes les plus proches sont : 
Barry (0,9 km), Hibarette (1,4 km), Lanne (1,5 km), Layrisse (1,9 km), Averan (2,4 km), Louey (2,5 km), Orincles (3,0 km), Visker (3,6 km).
Sur le plan historique et culturel, Bénac fait partie de l’ancien comté de Bigorre, comté historique des Pyrénées françaises et de Gascogne créé au IXe siècle puis rattaché au domaine royal en 1302, inclus ensuite au comté de Foix en 1425 puis une nouvelle fois rattaché au royaume de France en 1607. La commune est dans le pays de Tarbes et de la Haute Bigorre.
| Lanne  | Louey              | Hibarette    |
| Averan | Bénac              | Saint-Martin |
| Barry  | Orincles, Layrisse | Visker       |

### Hydrographie
La commune est dans le bassin de l'Adour, au sein du bassin hydrographique Adour-Garonne. Elle est drainée par le Échez, L'Aube, le ruisseau Baradans et par divers petits cours d'eau, constituant un réseau hydrographique de 12 km de longueur totale,.
Le Échez, d'une longueur totale de 64,1 km, prend sa source dans la commune de Germs-sur-l'Oussouet et s'écoule du sud vers le nord. Il traverse la commune et se jette dans l'Adour à Maubourguet, après avoir traversé 26 communes.

### Climat
Le climat est tempéré de type océanique, en raison de l'influence proche de l'océan Atlantique situé à peu près 150 km plus à l'ouest. La proximité des Pyrénées fait que la commune profite d'un effet de foehn, il peut aussi y neiger en hiver, même si cela reste inhabituel.
| Mois                              | jan.  | fév.  | mars  | avril | mai   | juin  | jui.  | août  | sep.  | oct.  | nov.  | déc.  | année   |
| --------------------------------- | ----- | ----- | ----- | ----- | ----- | ----- | ----- | ----- | ----- | ----- | ----- | ----- | ------- |
| Température minimale moyenne (°C) | 0,6   | 1,3   | 2,7   | 5,2   | 8,3   | 11,6  | 14,1  | 13,9  | 11,7  | 8     | 3,6   | 1,3   | 6,9     |
| Température moyenne (°C)          | 5,3   | 6,1   | 7,8   | 10    | 13,3  | 16,7  | 19,3  | 19    | 17,2  | 13,3  | 8,5   | 5,8   | 11,9    |
| Température maximale moyenne (°C) | 9,9   | 11    | 12,9  | 14,8  | 18,3  | 21,7  | 24,5  | 24    | 22,6  | 18,6  | 13,4  | 10,4  | 16,8    |
| Ensoleillement (h)                | 108,8 | 118,8 | 155,6 | 157,2 | 181,3 | 191,5 | 215,5 | 196,4 | 194,5 | 164,4 | 124,4 | 104,4 | 1 912,8 |
| Précipitations (mm)               | 112,8 | 97,5  | 100,2 | 105,7 | 113,6 | 80,7  | 57,3  | 70,3  | 71    | 85,2  | 93    | 112,1 | 1 099,4 |

### Milieux naturels et biodiversité
L’inventaire des zones naturelles d'intérêt écologique, faunistique et floristique (ZNIEFF) a pour objectif de réaliser une couverture des zones les plus intéressantes sur le plan écologique, essentiellement dans la perspective d’améliorer la connaissance du patrimoine naturel national et de fournir aux différents décideurs un outil d’aide à la prise en compte de l’environnement dans l’aménagement du territoire.
Deux ZNIEFF de type 1 sont recensées sur la commune :
le « Dortoir de milans royaux de Bénac » (18 ha) et 
le « réseau hydrographique des Angles et du Bénaquès » (260 ha), couvrant 35 communes du département
et une ZNIEFF de type 2, : 
les « coteaux et vallons des Angles et du Bénaquès » (12 879 ha), couvrant 45 communes du département.

## Urbanisme

### Typologie
Au 1er janvier 2024, Bénac est catégorisée commune rurale à habitat dispersé, selon la nouvelle grille communale de densité à sept niveaux définie par l'Insee en 2022.
Elle appartient à l'unité urbaine de Juillan, une agglomération intra-départementale regroupant cinq  communes, dont elle est une commune de la banlieue,,. Par ailleurs la commune fait partie de l'aire d'attraction de Tarbes, dont elle est une commune de la couronne,. Cette aire, qui regroupe 153 communes, est catégorisée dans les aires de 50 000 à moins de 200 000 habitants,.

### Occupation des sols
L'occupation des sols de la commune, telle qu'elle ressort de la base de données européenne d’occupation biophysique des sols Corine Land Cover (CLC), est marquée par l'importance des territoires agricoles (52,2 % en 2018), en diminution par rapport à 1990 (54,1 %). La répartition détaillée en 2018 est la suivante : 
forêts (39,7 %), terres arables (24,7 %), zones agricoles hétérogènes (14,3 %), prairies (13,2 %), zones urbanisées (5 %), mines, décharges et chantiers (3,1 %).
L'IGN met par ailleurs à disposition un outil en ligne permettant de comparer l’évolution dans le temps de l’occupation des sols de la commune (ou de territoires à des échelles différentes). Plusieurs époques sont accessibles sous forme de cartes ou photos aériennes : la carte de Cassini (XVIIIe siècle), la carte d'état-major (1820-1866) et la période actuelle (1950 à aujourd'hui).

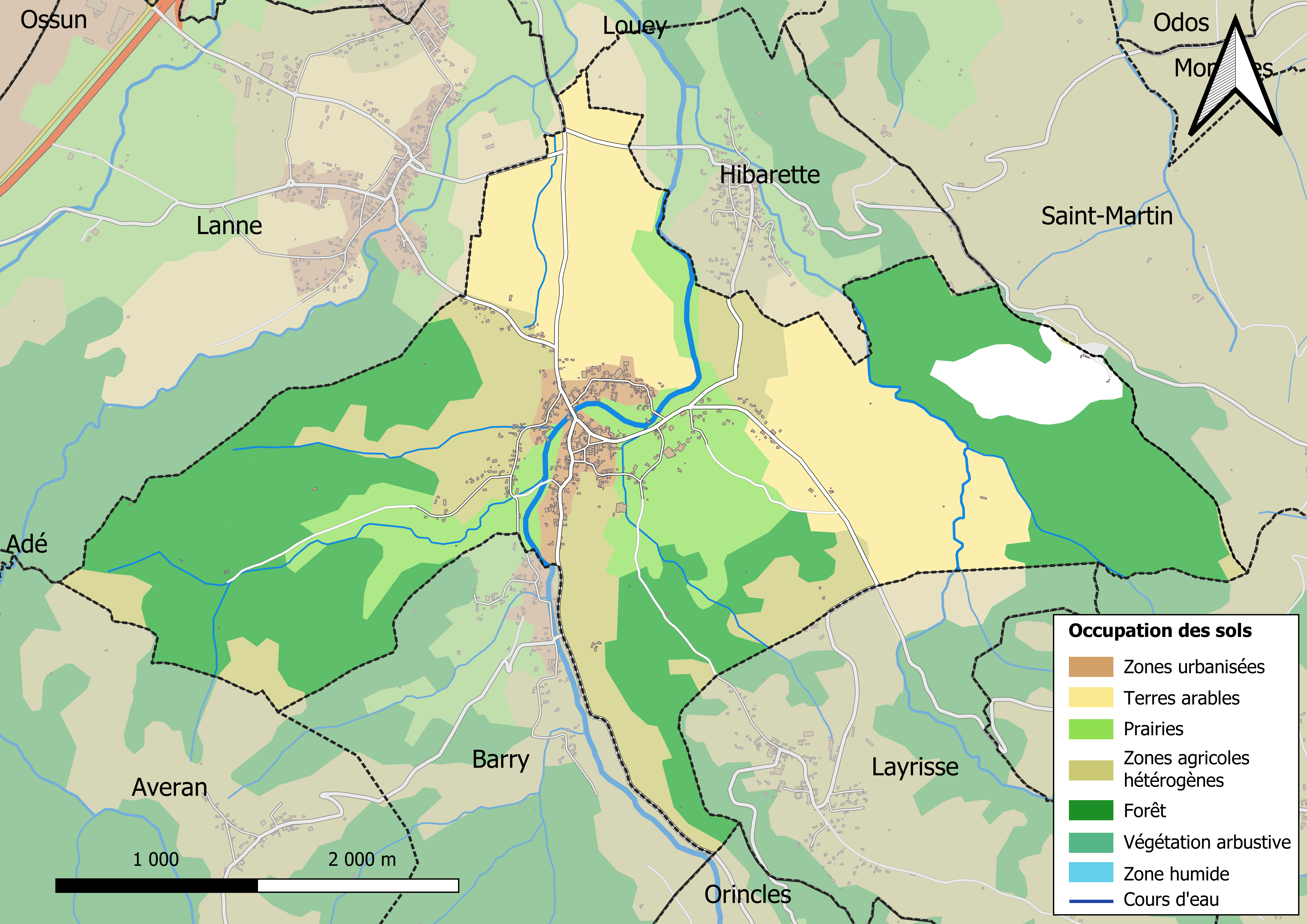
Carte des infrastructures et de l'occupation des sols en 2018 (CLC) de la commune.
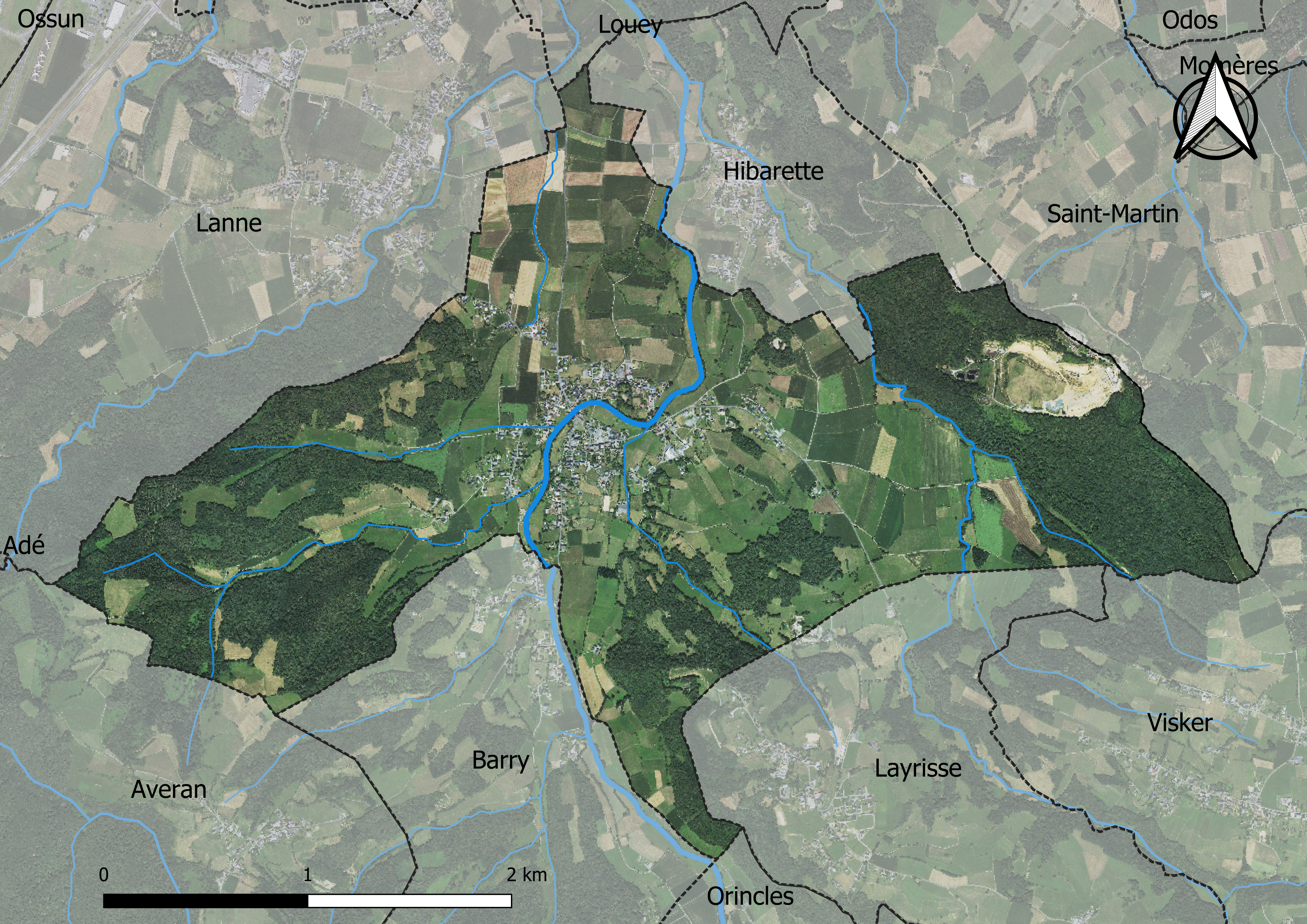
Carte orthophotogrammétrique de la commune.

### Voies de communication et transports
Cette commune est desservie par les routes départementales D 3 et D 7.

### Risques majeurs
Le territoire de la commune de Bénac est vulnérable à différents aléas naturels : météorologiques (tempête, orage, neige, grand froid, canicule ou sécheresse), inondations, mouvements de terrains et séisme (sismicité moyenne). Il est également exposé à un risque technologique,  le transport de matières dangereuses, et à un risque particulier : le risque de radon. Un site publié par le BRGM permet d'évaluer simplement et rapidement les risques d'un bien localisé soit par son adresse soit par le numéro de sa parcelle.

#### Risques naturels
Certaines parties du territoire communal sont susceptibles d’être affectées par le risque d’inondation par débordement de cours d'eau, notamment l'Échez. La cartographie des zones inondables en ex-Midi-Pyrénées réalisée dans le cadre du XIe Contrat de plan État-région, visant à informer les citoyens et les décideurs sur le risque d’inondation, est accessible sur le site de la DREAL Occitanie. La commune a été reconnue en état de catastrophe naturelle au titre des dommages causés par les inondations et coulées de boue survenues en 1982, 1988, 1999, 2009, 2014 et 2018,.
Bénac est exposée au risque de feu de forêt. Un plan départemental de protection des forêts contre les incendies a été approuvé par arrêté préfectoral le 21 avril 2020 pour la période 2020-2029. Le précédent couvrait la période 2007-2017. L’emploi du feu est régi par deux types de réglementations. D’abord le code forestier et l’arrêté préfectoral du 27 octobre 2014, qui réglementent l’emploi du feu à moins de 200 m des espaces naturels combustibles sur l’ensemble du département. Ensuite celle établie dans le cadre de la lutte contre la pollution de l’air, qui interdit le brûlage des déchets verts des particuliers. L’écobuage est quant à lui réglementé dans le cadre de commissions locales d’écobuage (CLE).

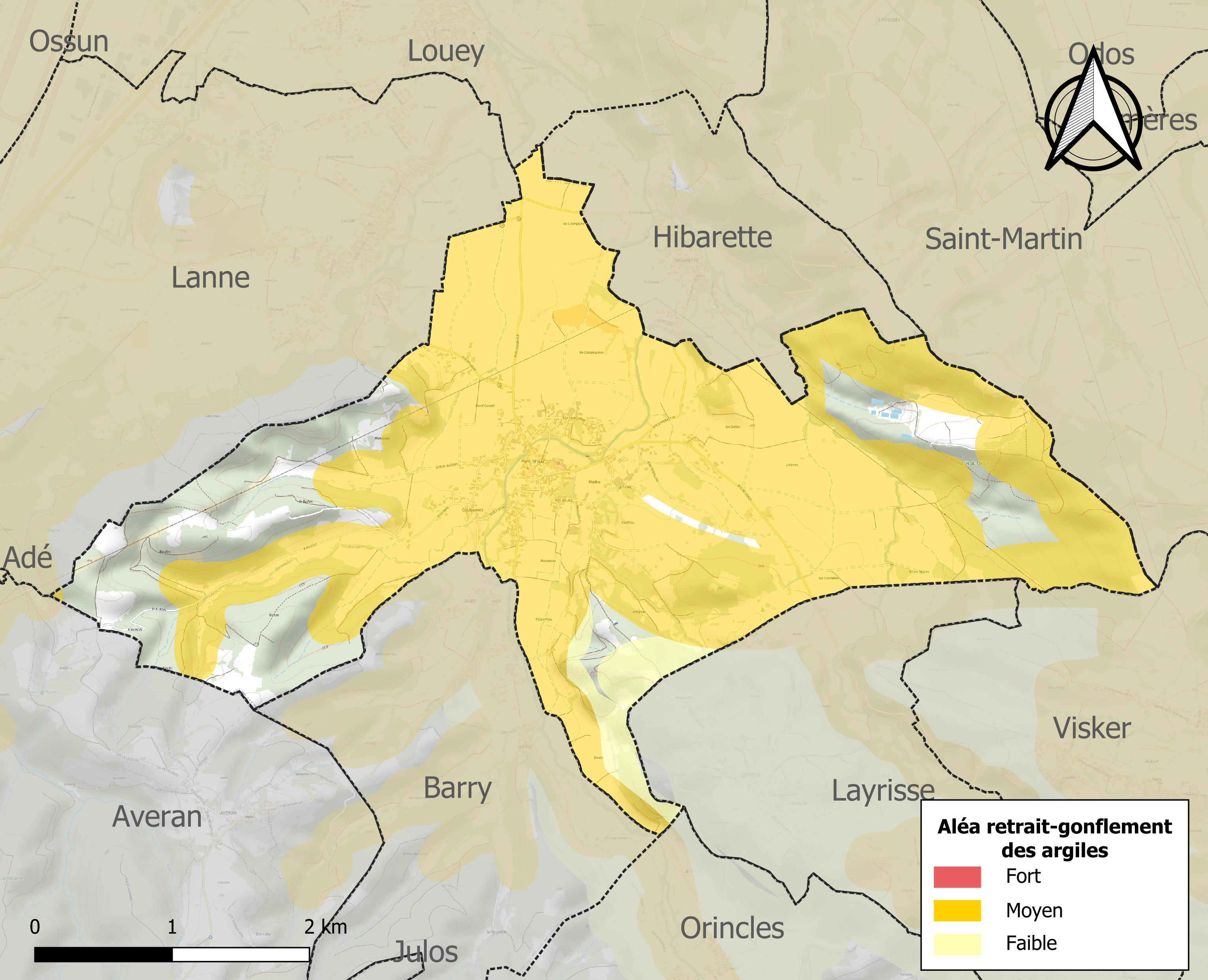
Carte des zones d'aléa retrait-gonflement des sols argileux de Bénac.

Les mouvements de terrains susceptibles de se produire sur la commune sont des tassements différentiels.
Le retrait-gonflement des sols argileux est susceptible d'engendrer des dommages importants aux bâtiments en cas d’alternance de périodes de sécheresse et de pluie. 76,1 % de la superficie communale est en aléa moyen ou fort (44,5 % au niveau départemental et 48,5 % au niveau national). Sur les 224 bâtiments dénombrés sur la commune en 2019, 224 sont en aléa moyen ou fort, soit 100 %, à comparer aux 75 % au niveau départemental et 54 % au niveau national. Une cartographie de l'exposition du territoire national au retrait gonflement des sols argileux est disponible sur le site du BRGM,.
Par ailleurs, afin de mieux appréhender le risque d’affaissement de terrain, l'inventaire national des cavités souterraines permet de localiser celles situées sur la commune.
Concernant les mouvements de terrains, la commune a été reconnue en état de catastrophe naturelle au titre des dommages causés par des mouvements de terrain en 1999.

#### Risque technologique
Le risque de transport de matières dangereuses sur la commune est lié à sa traversée par une canalisation de transport d'hydrocarbures. Un accident se produisant sur une telle infrastructure est susceptible d’avoir des effets graves sur les biens, les personnes ou l'environnement, selon la nature du matériau transporté. Des dispositions d’urbanisme peuvent être préconisées en conséquence.

#### Risque particulier
Dans plusieurs parties du territoire national, le radon, accumulé dans certains logements ou autres locaux, peut constituer une source significative d’exposition de la population aux rayonnements ionisants. Certaines communes du département sont concernées par le risque radon à un niveau plus ou moins élevé. Selon la classification de 2018, la commune de Bénac est classée en zone 2, à savoir zone à potentiel radon faible mais sur lesquelles des facteurs géologiques particuliers peuvent faciliter le transfert du radon vers les bâtiments.

## Logement
En 2012, le nombre total de logements dans la commune est de 223.
Parmi ces logements, 91,3 % sont des résidences principales, 0,9 % des résidences secondaires et 7,8 % des logements vacants.

## Toponymie

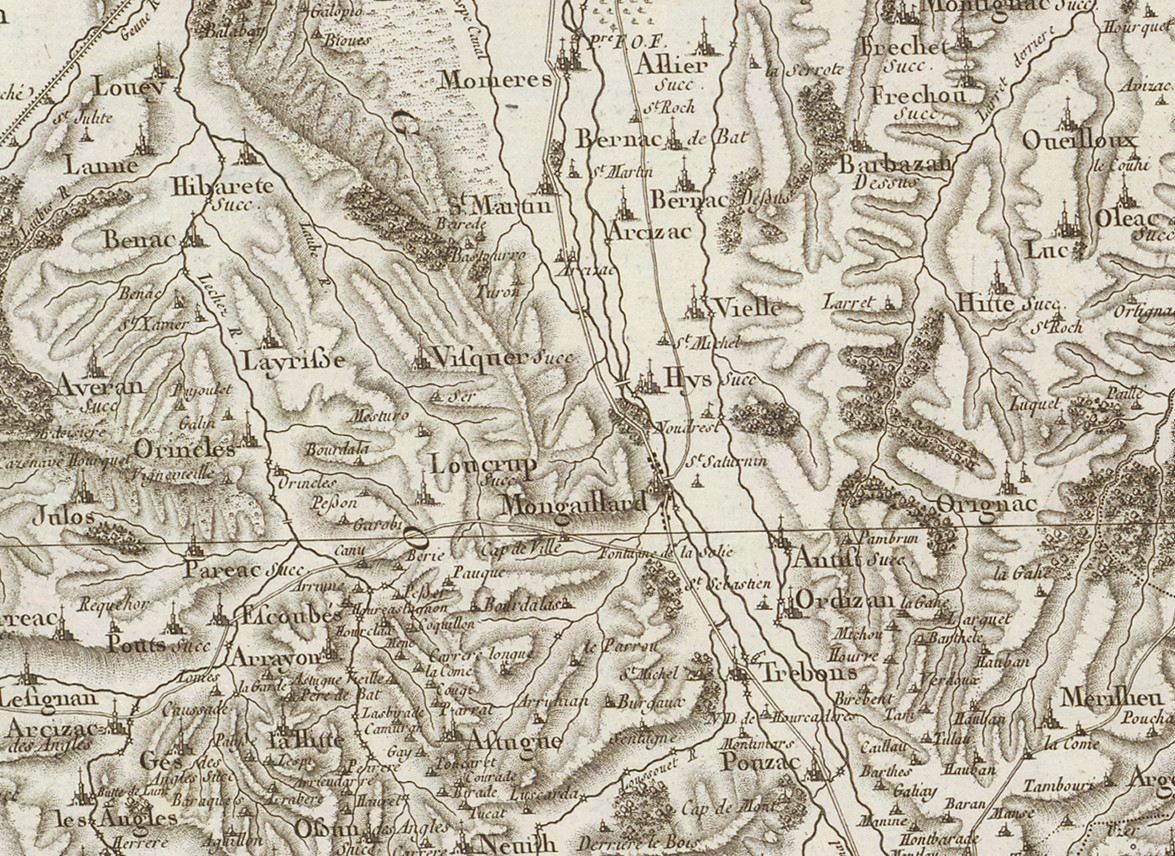
Extrait de la carte de Cassini (entre 1756 et 1789) situant Bénac au nord-ouest de Montgaillard.

On trouvera les principales informations dans le Dictionnaire toponymique des communes des Hautes-Pyrénées de Michel Grosclaude et Jean-François Le Nail qui rapporte les dénominations historiques du village :
Dénominations historiques :
- Raimundo Guilhermi de Benaco, latin (1022, Marca, Histoire de Béarn) ;
- Bos de Benag (v. 1105, cartulaire de Saint-Savin) ;
- Dodo de Benag (v. 1150, cart. de Saint-Savin) ;
- in Benaco, latin (v. 1110, cartulaires Bigorre ; 1313, Debita regi Navarre ; etc.) ;
- Benac (XIIe ou XIIIe siècle, livre vert Bénac ; 1285, montre Bigorre) ;
- Benag (1384, livre vert de Bénac) ;
- Benac (1429, censier de Bigorre) ;
- Bénac (fin XVIIIe siècle, carte de Cassini).

Étymologie : nom de domaine antique formé sur le nom de personnage (gaulois ?) Benos et suffixe acum.
Nom occitan : Benac.

## Histoire

### Ancien Régime
Sous l'Ancien Régime, la baronnie de Bénac fut aux mains de la famille de Cazarré puis de  Montaut. Elle a regroupé les villages de Bénac, Barry, Loucrup, Louey, Hibarette, Visker, Lanne ou encore Orincles et a rayonné sur d'autres seigneuries hommagères telles que Saint-Sever. Le château des barons de Bénac se dressait dans le quartier de Barry. Il a été détruit en 1794.
En 1030, le baron Guillaume Auriol place le prieuré de Bénac sous l'autorité du monastère de Saint-Pé. L'église, au centre du village, en est le seul vestige.
Lors des guerres de Religion, en 1569, le roi de France ordonne au vicomte de Terride d'anéantir les huguenots de Béarn. Il traverse la Bigorre et incendie de nombreuses églises. Celle de Bénac, sous la protection du tout proche château des barons, est épargnée.
Le Livre vert de Bénac, archivé à la Bibliothèque Nationale, est un cartulaire des seigneurs de Castelloubon, vicomtes de Lavedan, commandé en 1405 à Domengue de La Rivau par le vicomte Raimond Gaxie de Lavedan. Le Livre vert de Bénac donne la généalogie des principales familles seigneuriales de Bigorre, leurs titres de propriété (censier). Son nom vient de ce qu'il est devenu en 1643 la propriété du marquis de Bénac, le maréchal Philippe de Montaut.

### Époque contemporaine
Le 21 mars 2011, au cœur du village, le bar et restaurant La Pastourelle est détruit par un incendie. La mairie a racheté les ruines dans le but d'y rétablir un espace commercial.

### Cadastre napoléonien de Bénac
Le plan cadastral napoléonien de Bénac est consultable sur le site des archives départementales des Hautes-Pyrénées.

## Politique et administration

### Liste des maires

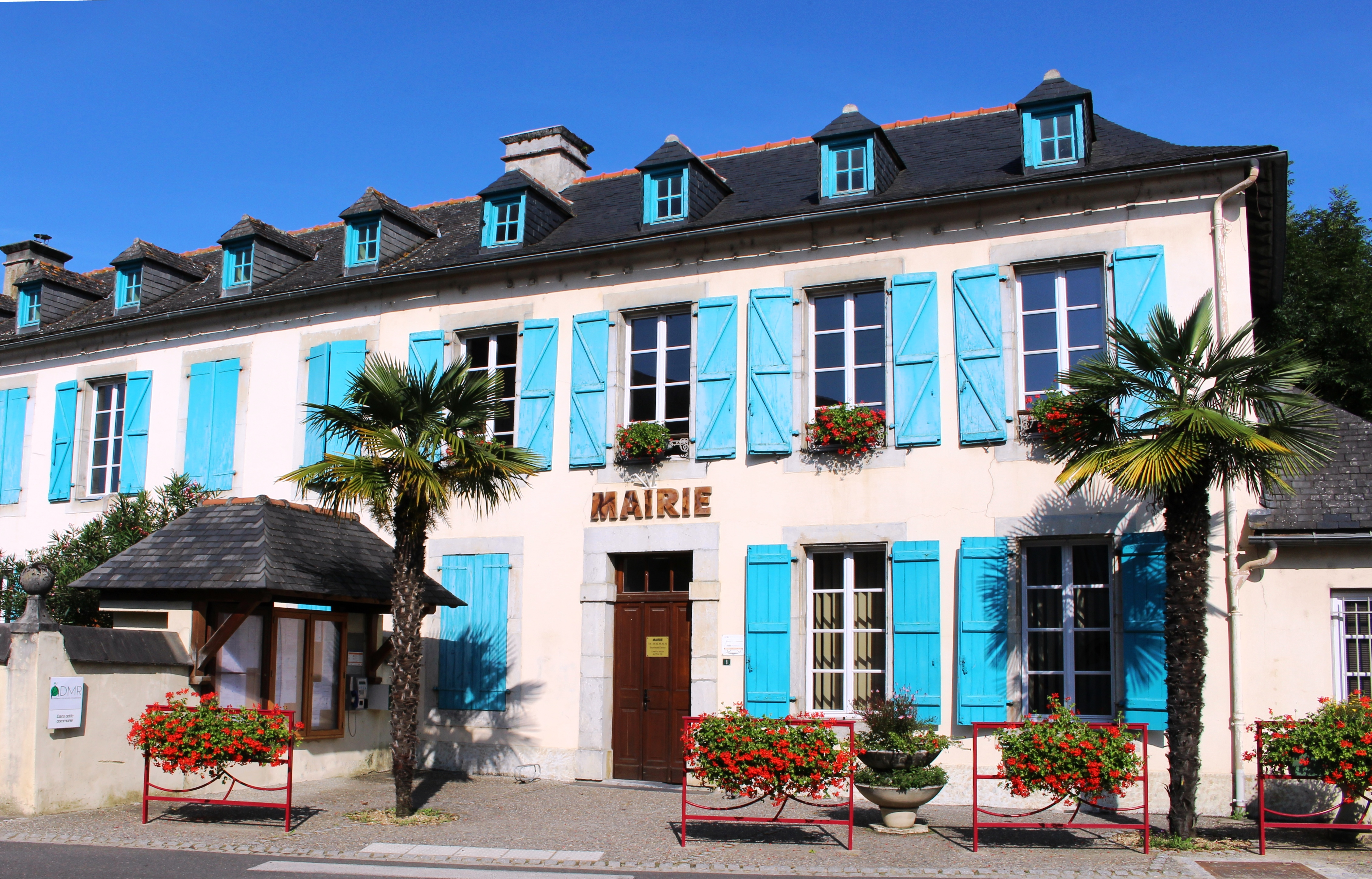
La mairie en 2014.

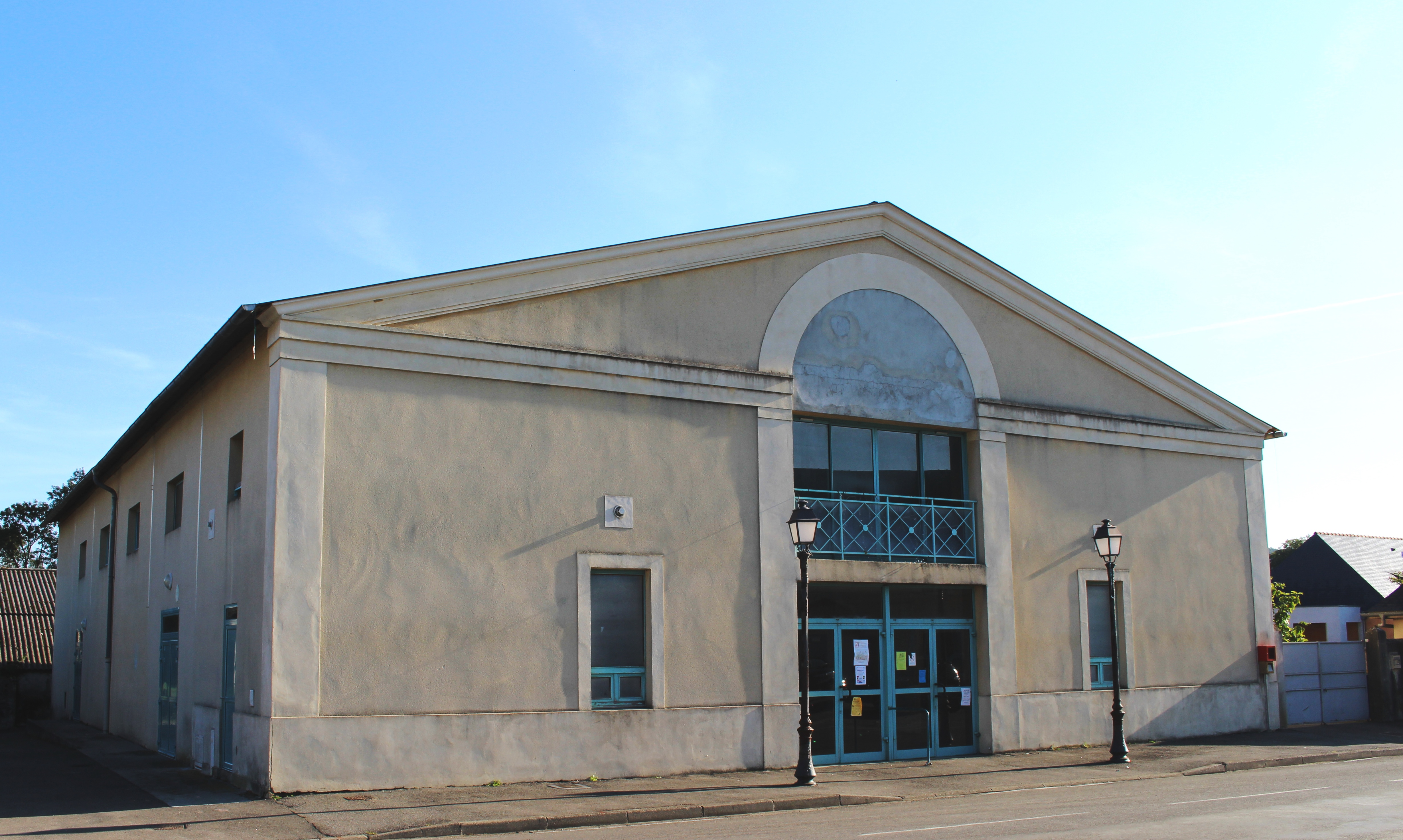
Le foyer rural.

| Période                                  | Période  | Identité               | Étiquette | Qualité                                               |
| ---------------------------------------- | -------- | ---------------------- | --------- | ----------------------------------------------------- |
| Les données manquantes sont à compléter. |          |                        |           |                                                       |
| 1945                                     | 1959     | Firmin Labayle         |           |                                                       |
| 1959                                     | 1977     | Philippe D’Elissagaray |           |                                                       |
| mars 1977                                | 2018     | Georges Astuguevieille | DVD       | Retraité - conseiller départemental du canton d'Ossun |
| 2018                                     | en cours | Philippe Jouanolou     |           | Cadre à la SNCF, rugbyman                             |

### Rattachements administratifs et électoraux

#### Historique administratif
Bénac et son quartier de Barry sont du Pays et sénéchaussée de Bigorre, quarteron de Lourdes, marquisat de Bénac, canton d'Ossun (depuis 1790).

#### Intercommunalité
Bénac appartient à la communauté d'agglomération Tarbes-Lourdes-Pyrénées créée en janvier 2017 et qui réunit 86 communes.

### Services publics
La commune de Bénac dispose d'une agence postale.

## Population et société

### Démographie

#### Évolution démographique
| 1793 | 1800 | 1806 | 1821 | 1831 | 1836 | 1841 | 1846 | 1851 |
| ---- | ---- | ---- | ---- | ---- | ---- | ---- | ---- | ---- |
| 807  | 820  | 729  | 748  | 939  | 881  | 871  | 876  | 855  |

| 1856 | 1861 | 1866 | 1876 | 1881 | 1886 | 1891 | 1896 | 1901 |
| ---- | ---- | ---- | ---- | ---- | ---- | ---- | ---- | ---- |
| 873  | 806  | 858  | 784  | 734  | 705  | 628  | 626  | 624  |

| 1906 | 1911 | 1921 | 1926 | 1931 | 1936 | 1946 | 1954 | 1962 |
| ---- | ---- | ---- | ---- | ---- | ---- | ---- | ---- | ---- |
| 589  | 505  | 430  | 449  | 423  | 425  | 421  | 384  | 432  |

| 1968 | 1975 | 1982 | 1990 | 1999 | 2006 | 2011 | 2016 | 2021 |
| ---- | ---- | ---- | ---- | ---- | ---- | ---- | ---- | ---- |
| 406  | 399  | 436  | 478  | 473  | 485  | 508  | 534  | 538  |

| 2022 | - | - | - | - | - | - | - | - |
| ---- | - | - | - | - | - | - | - | - |
| 530  | - | - | - | - | - | - | - | - |

### Enseignement
La commune dépend de l'académie de Toulouse. Elle dispose d’une école en 2017.
- École primaire.

### Sports
- Club de football, l'U.S. Marquisat.
- Club de rugby à XV, le R.C. Louey Marquisat, comptant des joueurs dans une dizaine de villages dont Bénac.

## Économie

### Revenus
En 2018, la commune compte 216 ménages fiscaux, regroupant 529 personnes. La médiane du revenu disponible par unité de consommation est de 22 500 € (20 420 € dans le département).

### Emploi
|                | 2008  | 2013  | 2018  |
| -------------- | ----- | ----- | ----- |
| Commune        | 3,3 % | 5,9 % | 6,9 % |
| Département    | 7,7 % | 9,4 % | 9,8 % |
| France entière | 8,3 % | 10 %  | 10 %  |

En 2018, la population âgée de 15 à 64 ans s'élève à 345 personnes, parmi lesquelles on compte 75,4 % d'actifs (68,5 % ayant un emploi et 6,9 % de chômeurs) et 24,6 % d'inactifs,. Depuis 2008, le taux de chômage communal (au sens du recensement) des 15-64 ans est inférieur à celui de la France et du département.
La commune fait partie de la couronne de l'aire d'attraction de Tarbes, du fait qu'au moins 15 % des actifs travaillent dans le pôle,. Elle compte 126 emplois en 2018, contre 120 en 2013 et 135 en 2008. Le nombre d'actifs ayant un emploi résidant dans la commune est de 237, soit un indicateur de concentration d'emploi de 53,3 % et un taux d'activité parmi les 15 ans ou plus de 58,1 %.
Sur ces 237 actifs de 15 ans ou plus ayant un emploi, 41 travaillent dans la commune, soit 17 % des habitants. Pour se rendre au travail, 88,6 % des habitants utilisent un véhicule personnel ou de fonction à quatre roues, 0,4 % les transports en commun, 6,6 % s'y rendent en deux-roues, à vélo ou à pied et 4,4 % n'ont pas besoin de transport (travail au domicile).

## Culture locale et patrimoine

### Lieux et monuments
L'église de la Nativité-de-la-Sainte-Vierge est un édifice roman en croix latine d'origine bénédictine datant du XIe siècle avec un clocher carré isolé néo-gothique. Elle comporte un porche à colonnes de marbre de probable origine romaine et un portail renaissance. Elle est inscrite au titre des monuments historiques par arrêté du 20 juillet 1972.

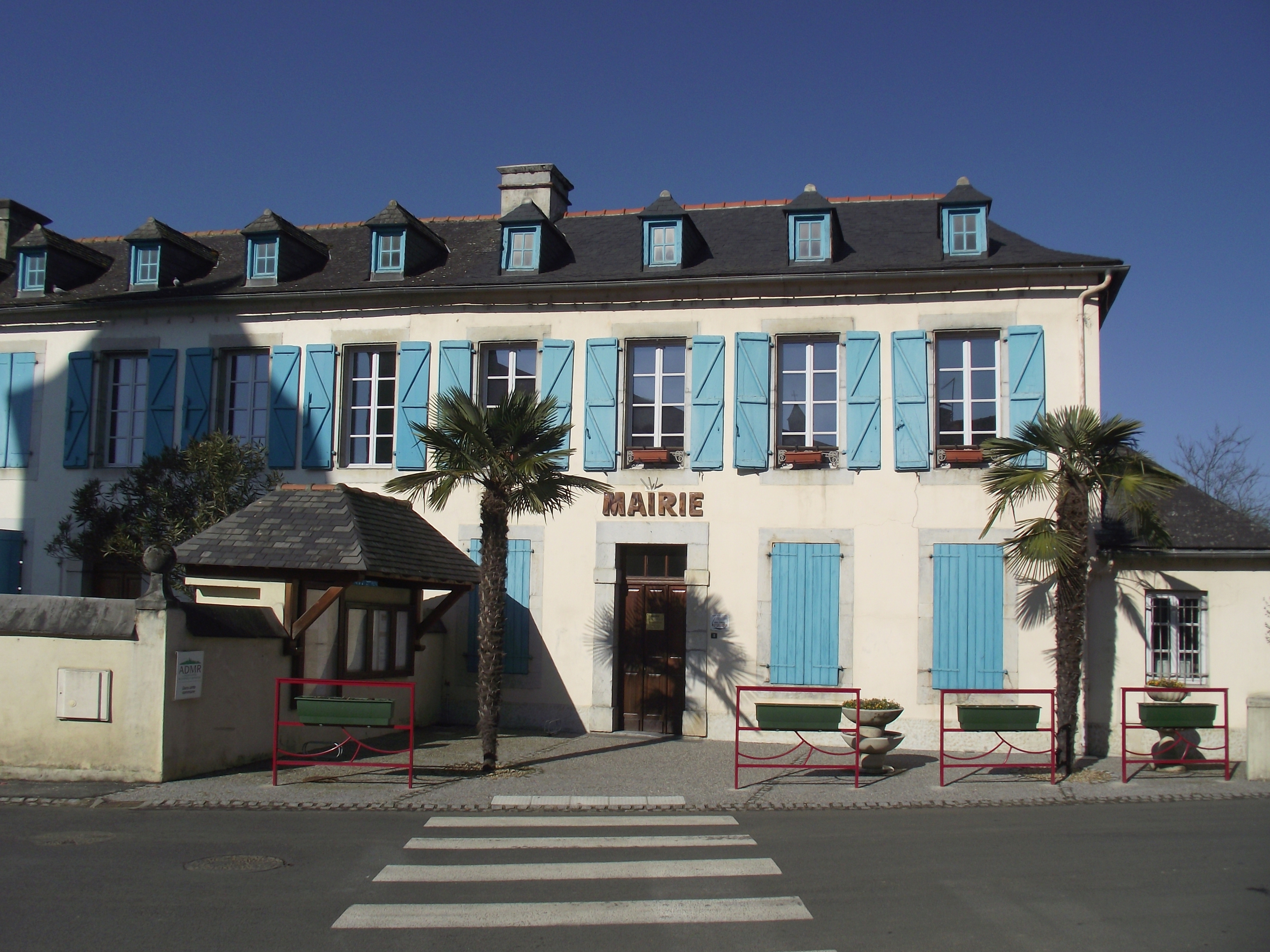
La mairie.
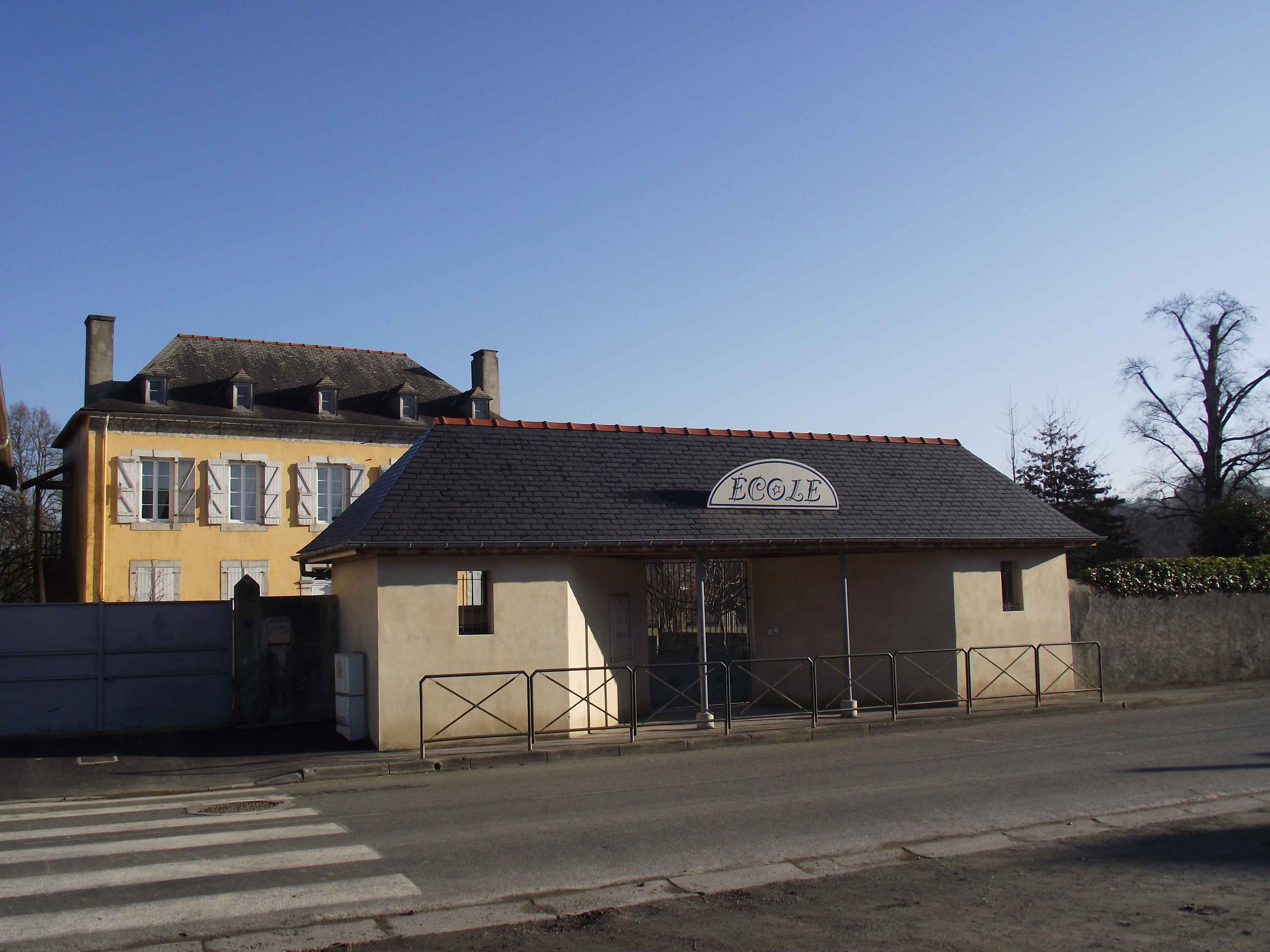
L'école.
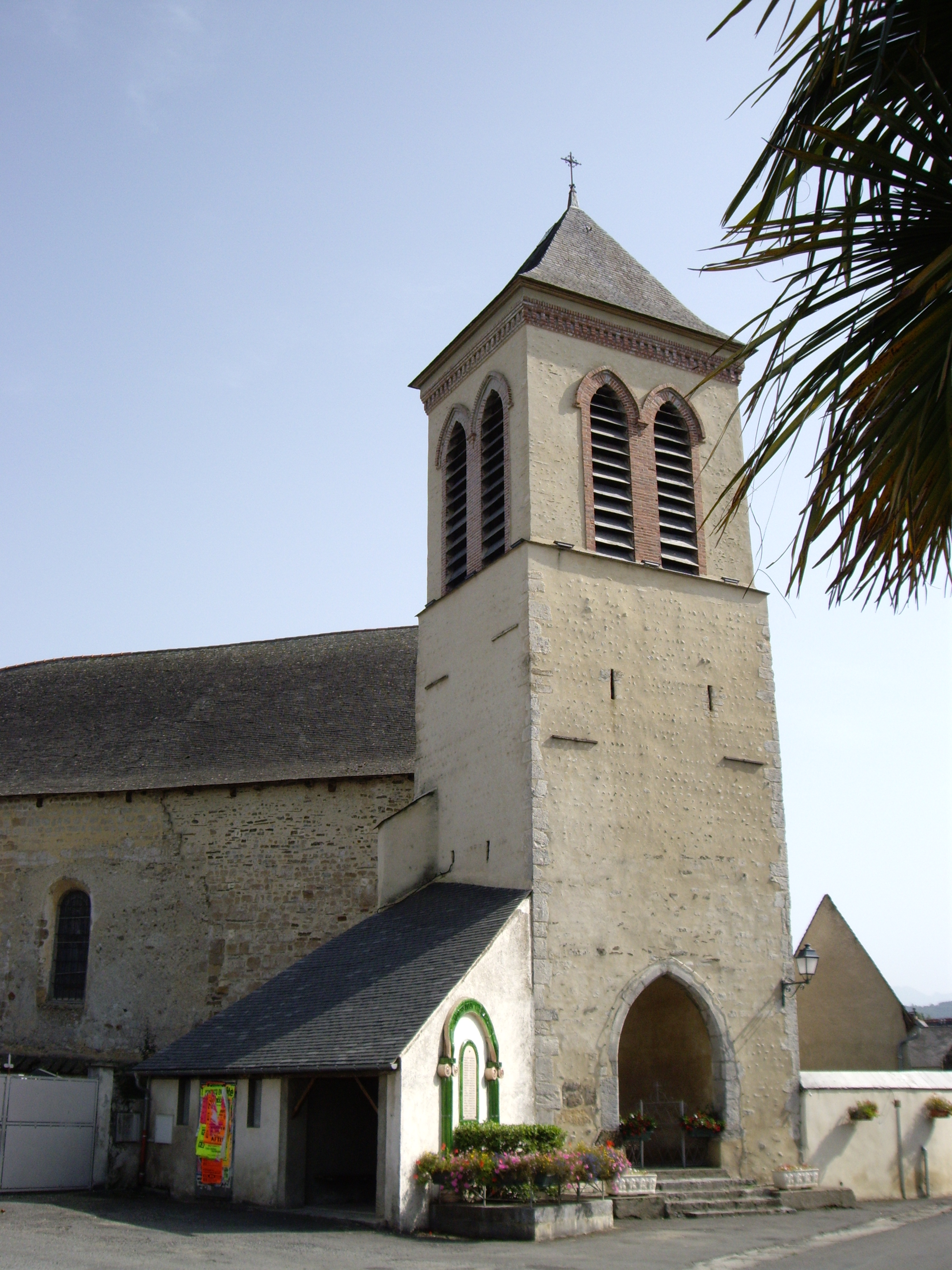
L'église de la Nativité-de-la-Sainte-Vierge.
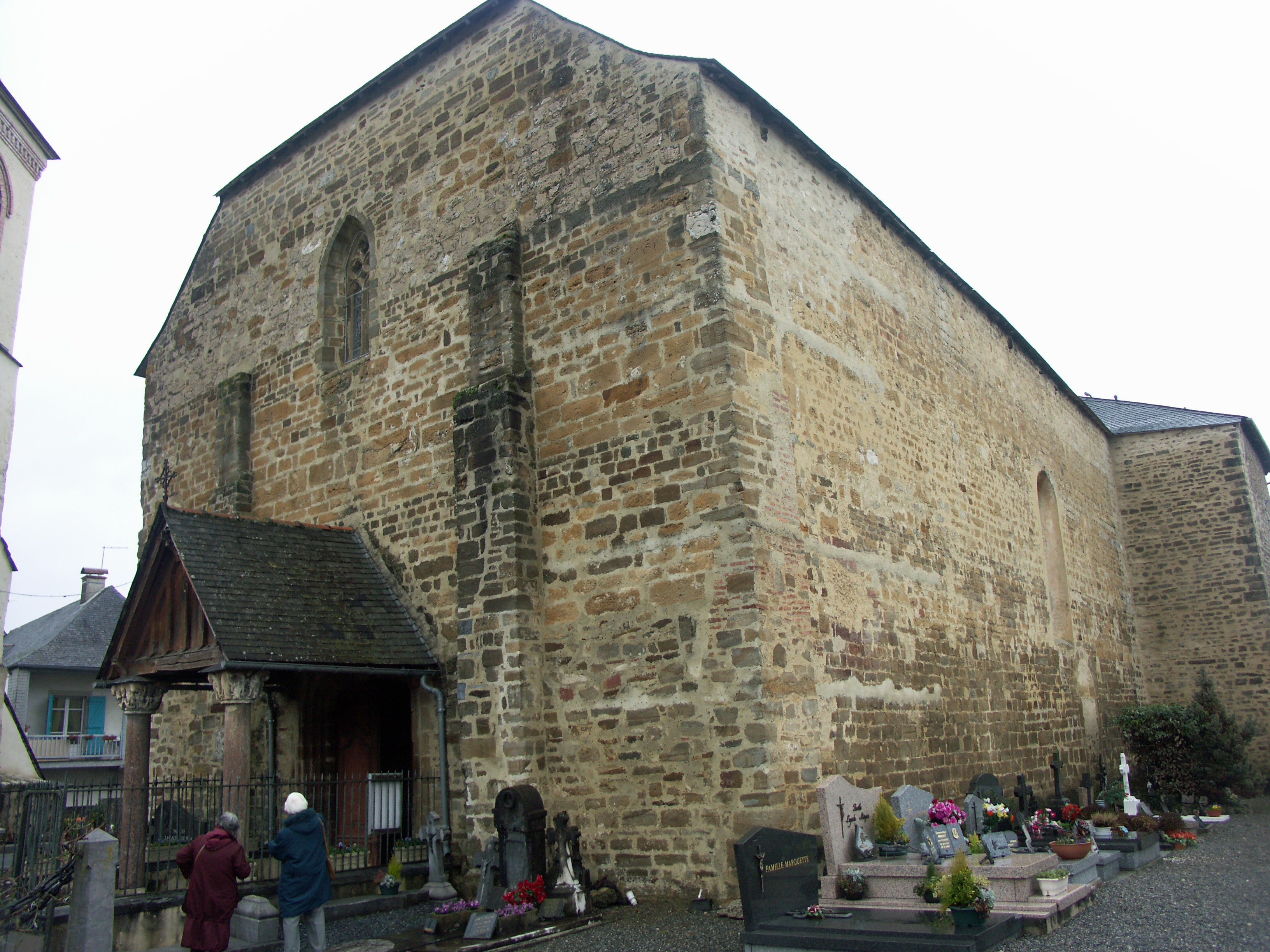
Église de la Nativité-de-la-Sainte-Vierge de Bénac : porche à colonnes de marbre, chapiteaux du XIIe siècle.
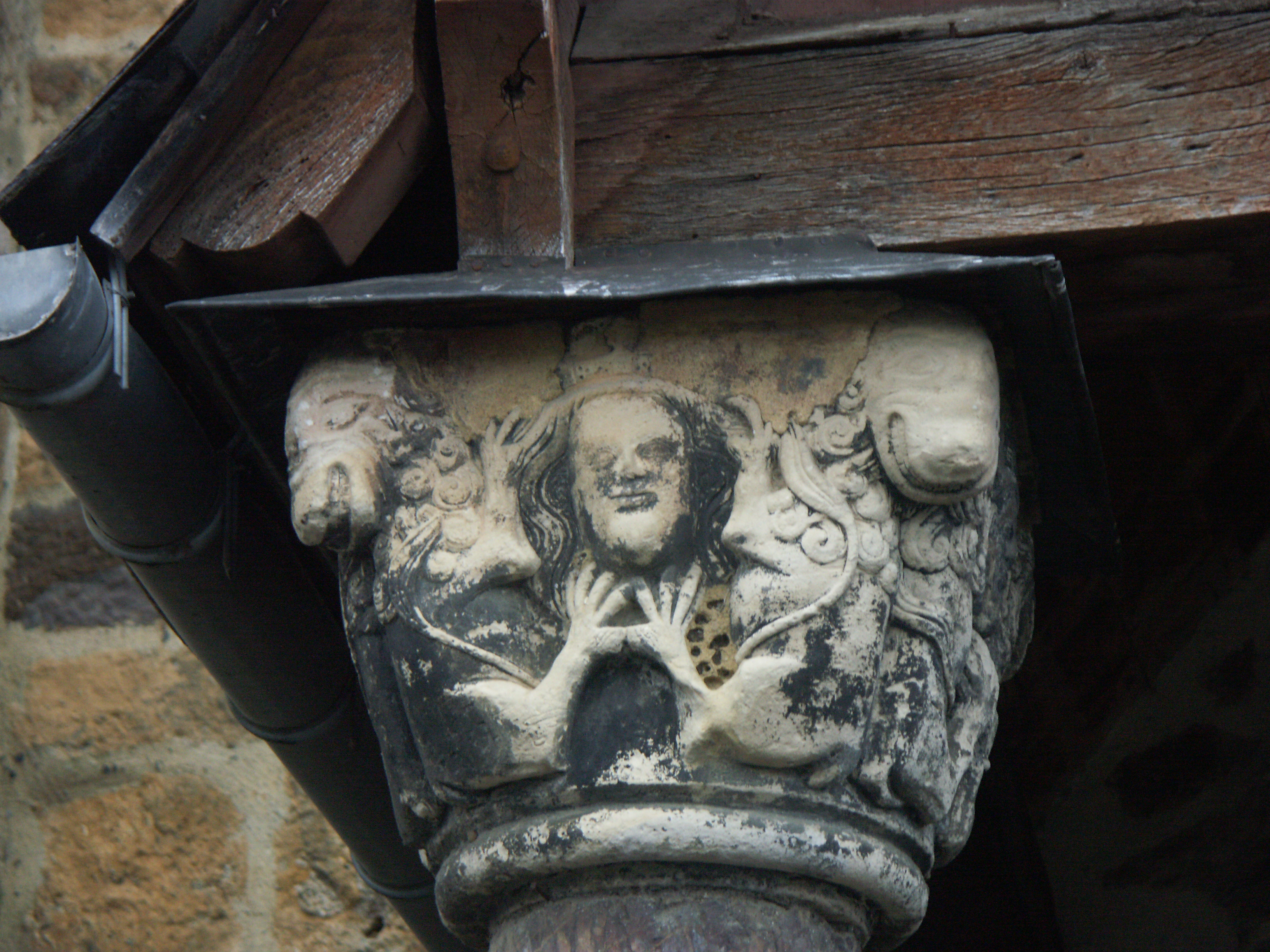
Eglise de la Nativité-de-la-Sainte-Vierge de Bénac : chapiteau du XIIe siècle.
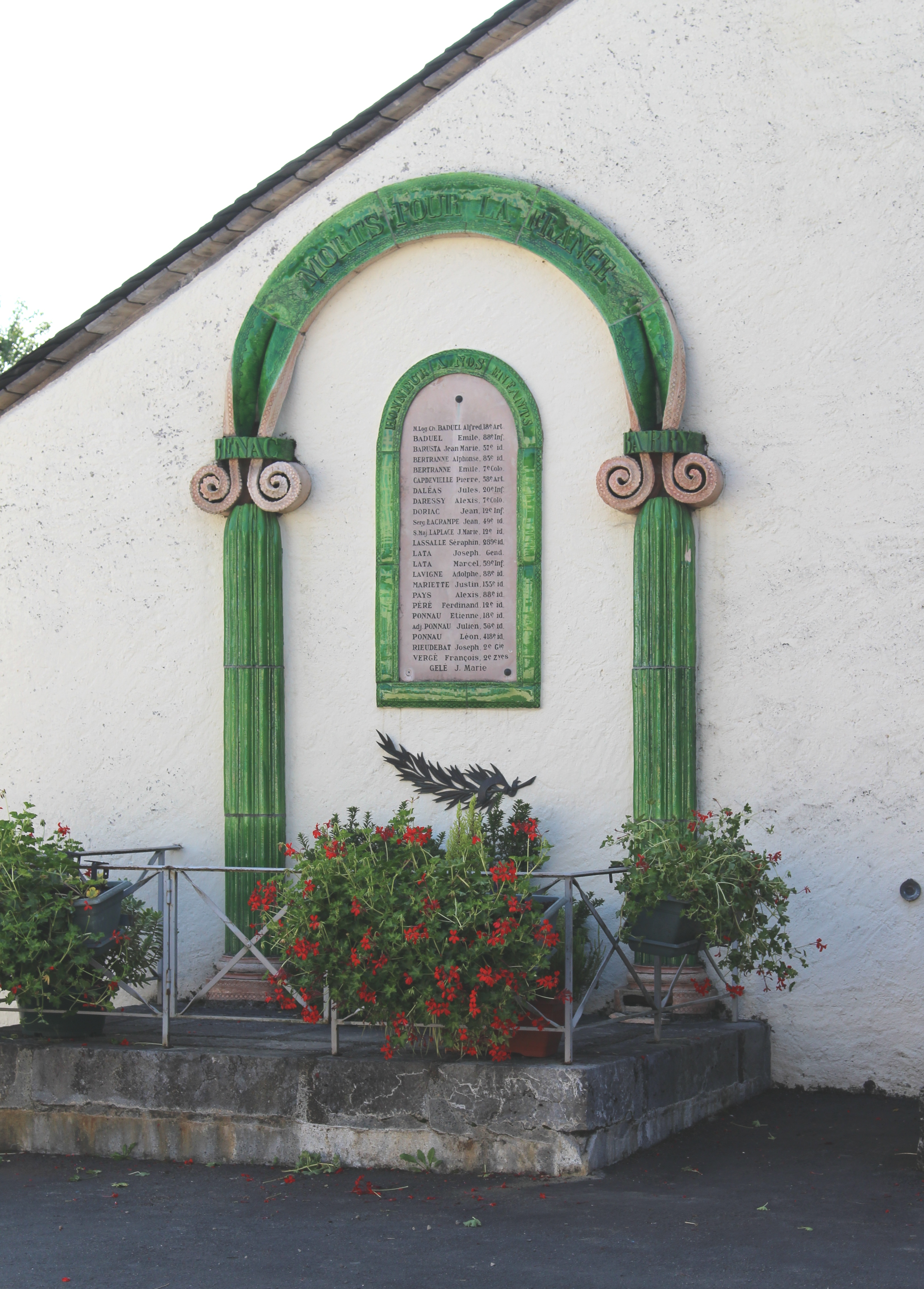
Le monument aux morts municipal.
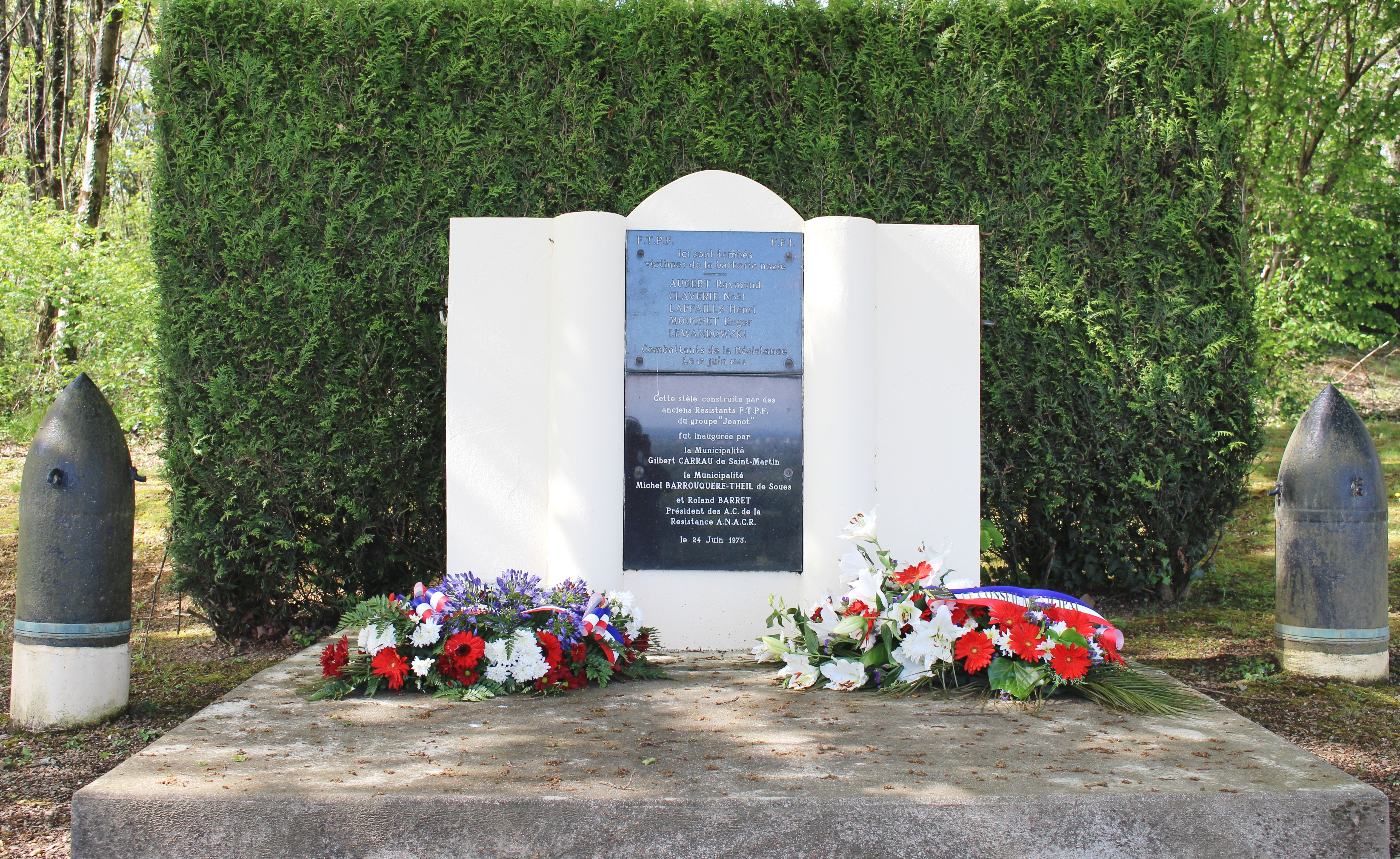
Le monument aux morts.
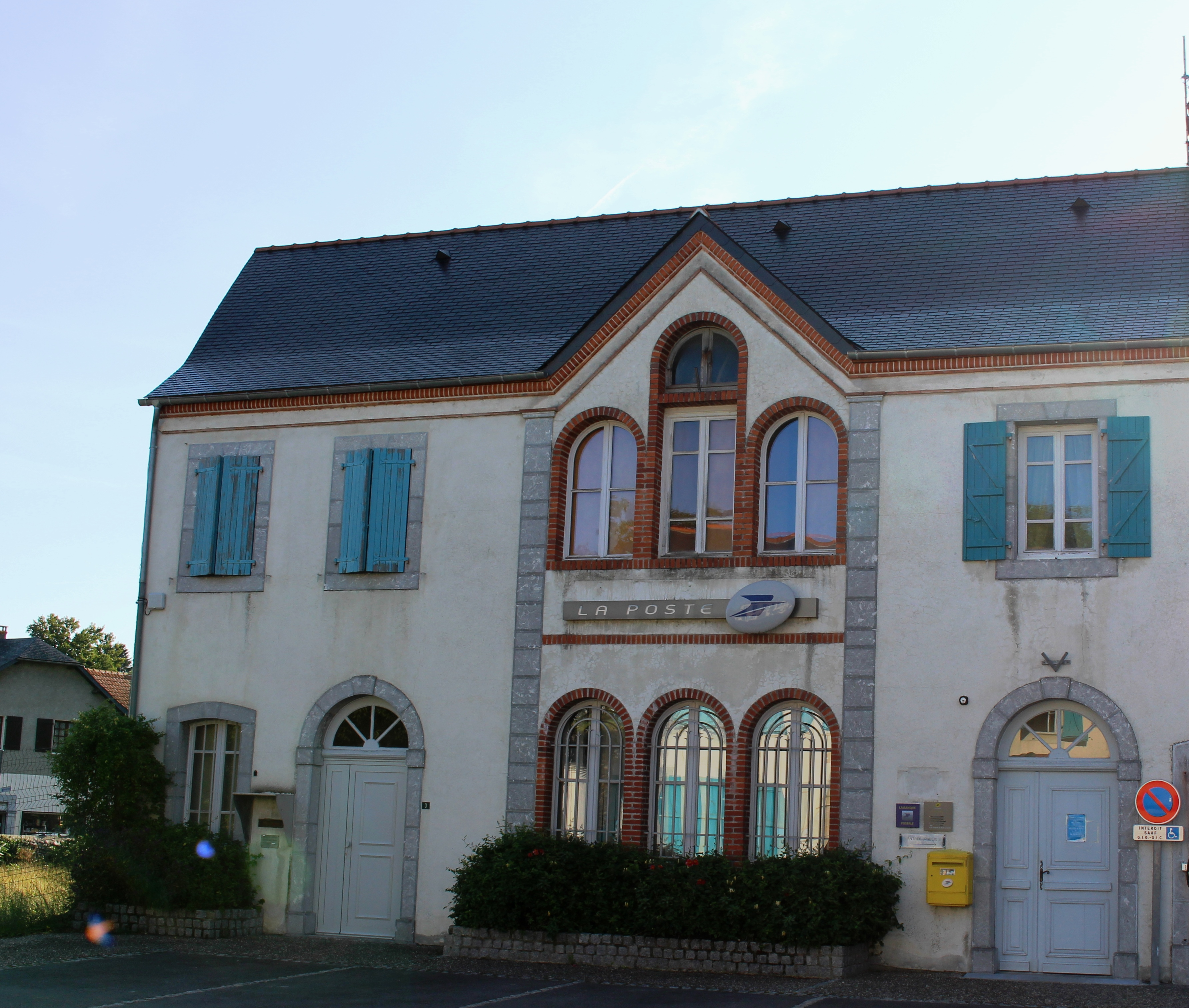
La Poste.
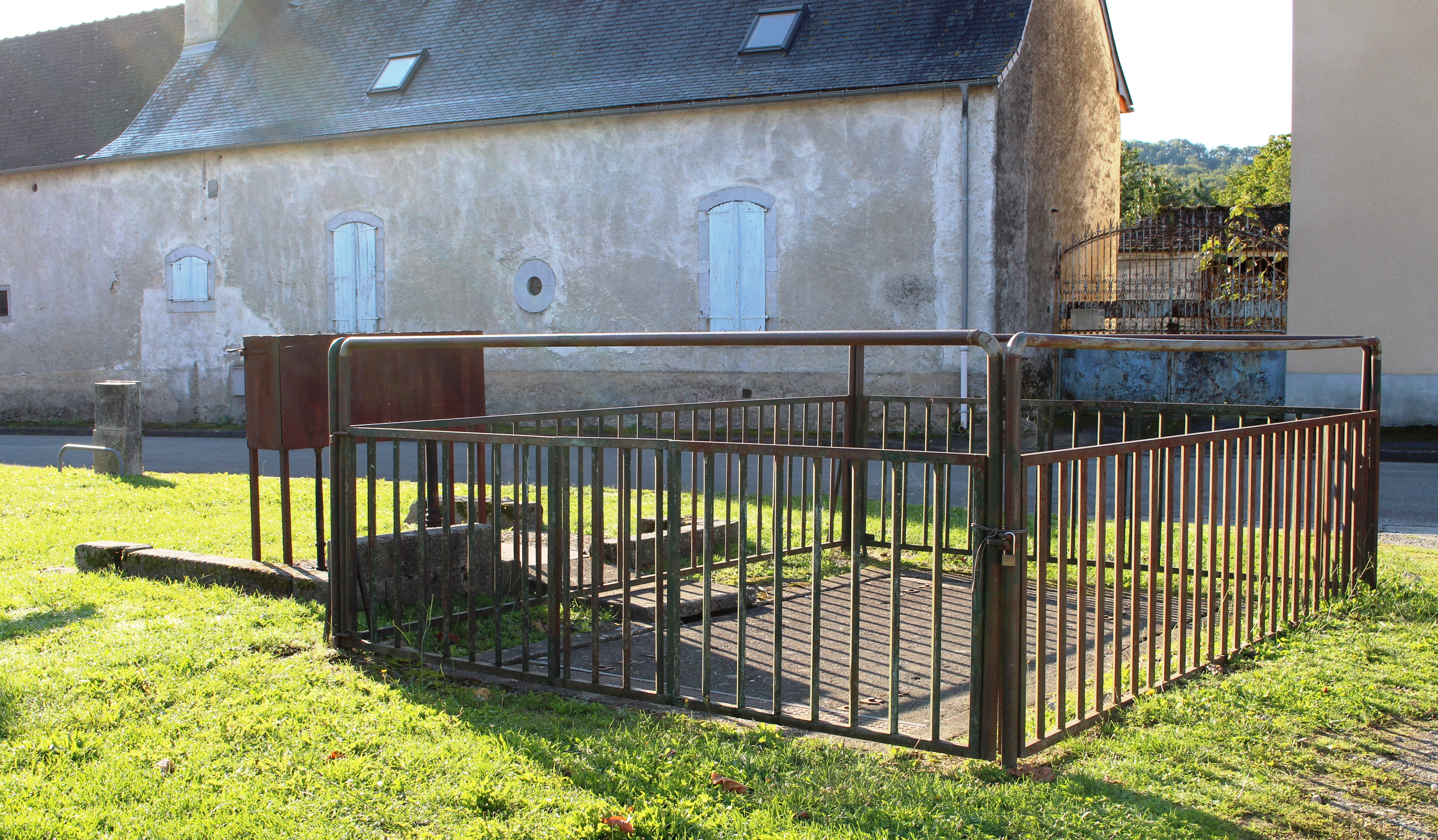
La bascule.
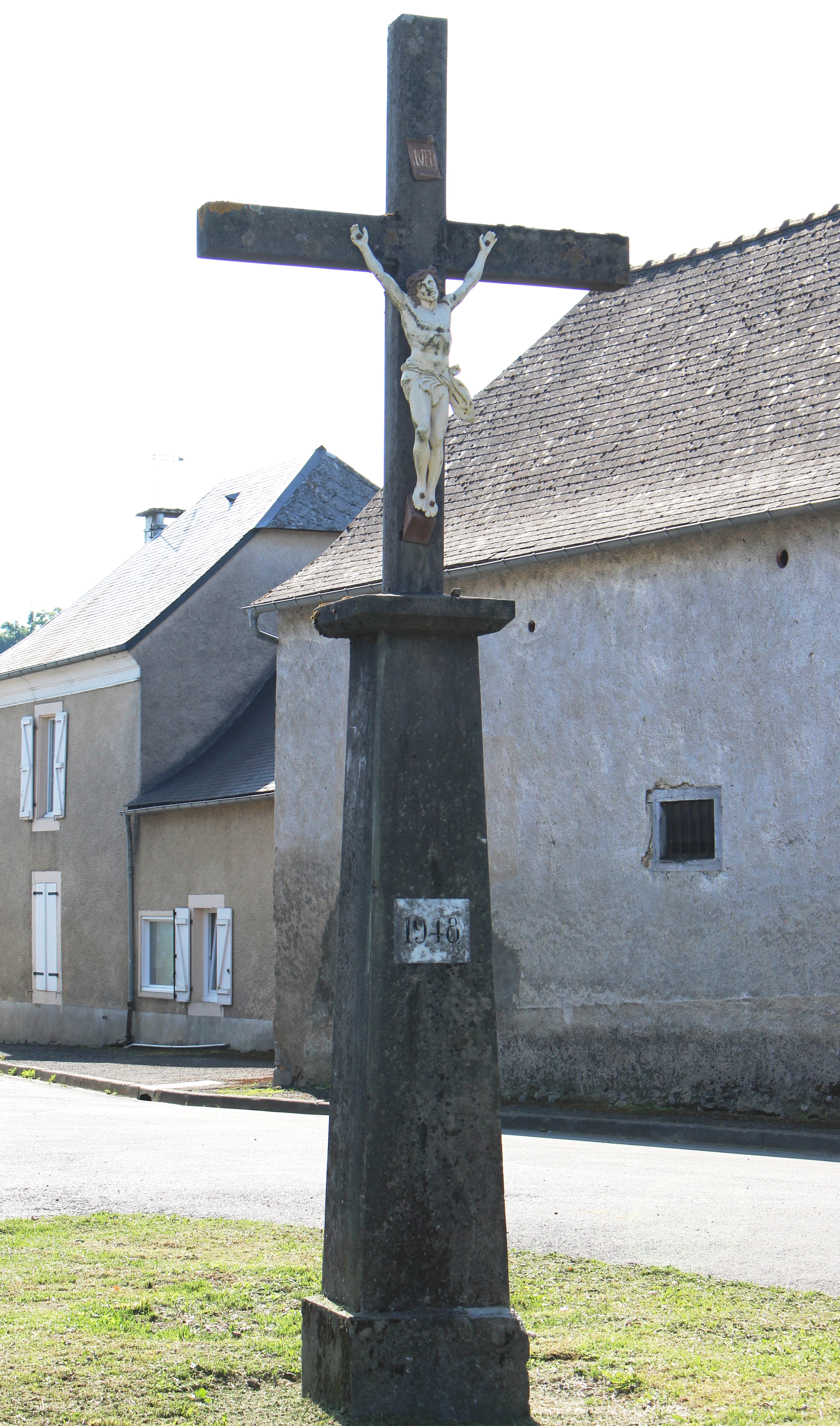
Une croix.

### Personnalités liées à la commune
- Bos de Bénac.

### Héraldique
| Blason | Blasonnement : D’azur à deux lièvres d’argent bondissant l’un au-dessus de l’autre,. |